# Campeonato Sul-Americano de Atletismo de 1958
O Campeonato Sul-Americano de Atletismo de 1958 foi organizado pela CONSUDATLE entre os dias 19 a 27 de abril na cidade de Montevidéu, no Uruguai. Foram disputadas 31 provas sendo 22 masculino e 9 feminino, tendo como destaque o Brasil com 13 medalhas de ouro. 

## Medalhistas

### Masculino
| Evento                      | Ouro                              | Ouro    | Prata                         | Prata   | Bronze | Bronze  |
| --------------------------- | --------------------------------- | ------- | ----------------------------- | ------- | --- | ------- |
| 100 metros                  | José Telles da Conceição · Brasil | 10.5 =  | Luis Vienna · Argentina       | 10.6    | João Pires Sobrinho · Brasil                                                                                                 | 10.8    |
| 200 metros                  | José Telles da Conceição · Brasil | 21.6    | Jorge de Barros · Brasil      | 22.3    | Guillermo Sebastiani · Peru                                                                                                  | 22.4    |
| 400 metros                  | Argemiro Roque · Brasil           | 48.6    | Ulisses dos Santos · Brasil   | 49.1    | Geraldo Costa · Brasil | 49.5    |
| 800 metros                  | Ramón Sandoval · Chile            | 1:49.6  | Eduardo Balducci · Argentina  | 1:51.3  | Argemiro Roque · Brasil | 1:52.6  |
| 1 500 metros                | Ramón Sandoval · Chile            | 3:47.5  | Gilberto Miori · Argentina    | 3:51.3  | Eduardo Balducci · Argentina                                                                                                 | 3:51.3  |
| 5 000 metros                | Osvaldo Suárez · Argentina        | 14:26.1 | Walter Lemos · Argentina      | 14:40.6 | Luis Sandoval · Argentina | 14:49.2 |
| 10 000 metros               | Osvaldo Suárez · Argentina        | 30:37.2 | Walter Lemos · Argentina      | 30:37.4 | Armando Pino · Argentina | 31:23.0 |
| Meia maratona               | Osvaldo Suárez · Argentina        | 1:12:38 | Armando Pino · Argentina      | 1:13:29 | Juan Silva · Chile | 1:13:45 |
| 110 metros barreiras        | Wilson Carneiro · Brasil          | 14.9    | Francisco Bergonzoni · Brasil | 15.1    | Ijoel da Silva · Brasil | 15.1    |
| 400 metros barreiras        | Ulisses dos Santos · Brasil       | 52.5    | Jaime Aparicio · Colômbia     | 52.6    | Erwino Stobaus · Brasil | 54.2    |
| 3.000 metros com obstáculos | Sebastião Mendes · Brasil         | 9:20.0  | Santiago Novas · Chile        | 9:20.4  | Alberto Ríos · Argentina | 9:29.8  |
| 4×100 metros estafetas      | Brasil                            | 41.3    | Argentina                     | 41.8    | Chile | 42.2    |
| 4×400 metros estafetas      | Brasil                            | 3:16.3  | Peru                          | 3:17.4  | Argentina | 3:18.5  |
| Salto em altura             | José Telles da Conceição · Brasil | 1.90    | Alfredo Lopes · Brasil        | 1.90    | Oscar Bártoli · Argentina Reinaldo de Oliveira · Brasil Ernesto Lagos · Chile Horacio Martínez · Argentina Juan Ruiz · Chile | 1.80    |
| Salto à vara                | José Infante · Chile              | 4.00 =  | Fausto de Souza · Brasil      | 3.90    | Carlos Kreuz · Argentina | 3.80    |
| Salto em comprimento        | Fermín Donazar · Uruguai          | 7.24    | Ary de Sá · Brasil            | 7.18    | Eduardo Krumm · Chile | 7.11    |
| Salto triplo                | Adhemar da Silva · Brasil         | 15.70   | Reinaldo de Oliveira · Brasil | 14.78   | Itiro Nakaie · Brasil | 14.60   |
| Arremesso de peso           | Enrique Helf · Argentina          | 15.41   | Isolino Taborda · Brasil      | 15.00   | Rubén Scaraffia · Argentina                                                                                                  | 14.67   |
| Lançamento de disco         | Hernán Haddad · Chile             | 49.10   | Günther Kruse · Argentina     | 47.43   | Pedro Ucke · Argentina | 46.49   |
| Lançamento do martelo       | Alejandro Díaz · Chile            | 54.45   | Walter Kupper · Brasil        | 51.77   | Walter Rodrigues · Brasil | 51.69   |
| Lançamento do dardo         | Ricardo Héber · Argentina         | 65.78   | Walter de Almeida · Brasil    | 65.14   | Janis Stendzenieks · Chile                                                                                                   | 60.14   |
| Decatlo                     | Leonardo Kittsteiner · Chile      | 5645    | Yelton Bagnasco · Uruguai     | 5634    | Mario Cachile · Argentina | 5547    |

### Feminino
| Evento                  | Ouro                       | Ouro   | Prata                       | Prata | Bronze                       | Bronze |
| ----------------------- | -------------------------- | ------ | --------------------------- | ----- | ---------------------------- | ------ |
| 100 metros              | Martha Huby · Peru         | 12.4   | Marlene Porto · Brasil      | 12.5  | Nancy Correa · Chile         | 12.5   |
| 200 metros              | Martha Huby · Peru         | 25.5 = | Erica da Silva · Brasil     | 25.6  | Teresa Venegas · Chile       | 25.8   |
| 80 metros com barreiras | Wanda dos Santos · Brasil  | 11.5   | Maria José de Lima · Brasil | 12.1  | Lucía Fantino · Argentina    | 12.2   |
| 4×100 metros estafetas  | Brasil                     | 48.7   | Chile                       | 50.2  | Argentina                    | 50.6   |
| Salto em altura         | Renata Friedrichs · Chile  | 1.55   | Deyse de Castro · Brasil    | 1.50  | Cleide Eloy · Brasil         | 1.50   |
| Salto em comprimento    | Iris dos Santos · Brasil   | 5.54   | Wanda dos Santos · Brasil   | 5.48  | Marta González · Argentina   | 5.32   |
| Arremesso de peso       | Isabel Avellán · Argentina | 12.69  | Eliana Bahamondes · Chile   | 12.16 | Vera Trezoitko · Brasil      | 12.06  |
| Lançamento de disco     | Isabel Avellán · Argentina | 44.57  | Pradelia Delgado · Chile    | 39.68 | Ingeborg Mello · Argentina   | 39.05  |
| Lançamento do dardo     | Marlene Ahrens · Chile     | 43.85  | Adriana Silva · Chile       | 39.75 | Magdalena García · Argentina | 39.10  |

## Quadro de medalhas
| Ordem | País      | Medalha de ouro | Medalha de prata | Medalha de bronze | Total |
| ----- | --------- | --------------- | ---------------- | ----------------- | ----- |
| 1     | Brasil    | 13              | 15               | 10                | 38    |
| 2     | Chile     | 8               | 5                | 8                 | 21    |
| 3     | Argentina | 7               | 8                | 16                | 31    |
| 4     | Peru      | 2               | 1                | 1                 | 4     |
| 5     | Uruguai   | 1               | 1                | 0                 | 2     |
| 6     | Colômbia  | 0               | 1                | 0                 | 1     |

Legenda
| Recorde mundial       | Recorde mundial (World record)               |                       | Recorde africano                      | Recorde africano (African) |                                           | Q | Classificado por posição (Qualified) |
| Recorde do campeonato | Recorde do campeonato (Championship record)  | Recorde da América    | Recorde da América (Americas)         | q                          | Classificado por melhor tempo (Qualified) |   |                                      |
| Melhor marca do ano   | Melhor marca do ano (World leading)          | Recorde asiático      | Recorde asiático (Asian)              | DNS                        | Não largou (Did not start)                |   |                                      |
| Recorde nacional      | Recorde nacional (National record)           | Recorde europeu       | Recorde europeu (European)            | DNF                        | Não terminou (Did not finish)             |   |                                      |
| Recorde pessoal       | Recorde pessoal do atleta (Personal best)    | Recorde da Oceania    | Recorde da Oceania (Oceania)          | DSQ / DQ                   | Desclassificado (Disqualified)            |   |                                      |
| Recorde da temporada  | Recorde da temporada do atleta (Season best) | Recorde sul-americano | Recorde sul-americano (South America) | NM                         | Sem marca (No mark)                       |   |                                      |